# Борис Стояноски
Борис Бошко Стояноски (на македонска литературна норма: Борис Бошко Стоjаноски) е югославски политически офицер, генерал-майор от Република Македония.

## Биография
Роден е на 27 декември 1941 г. в град Прилеп. През 1960 г. завършва гимназия, а през 1963 г. Военната академия на Сухопътните войски на ЮНА. В периода 1963 – 1972 г. е командир на взвод в Тузла (1963 – 1965) и Сараево (1965 – 1972). От 1972 до 1973 г. е помощник-командир по морално-политическото възпитание в Сараево. През 1975 г. завършва Висша военно-политическа школа на ЮНА. От 1975 до 1977 г. е офицер и преподавател в органа за политическо-правни работи. Между 1977 и 1980 г. е секретар на комитета на конференцията на Съюза на комунистите на Югославия. От 1980 до 1982 г. е помощник-началник по политическата работа в Центъра за военни школи на Сухопътните войски в Сараево. През 1983 г. завършва Школа за народна отбрана. В периода 1983 – 1986 г. е командир на териториалната отбрана на Велешка област. От 1986 до 1988 г. е помощник-началник по оперативните дейностина Републиканския щаб за териториална отбрана на Социалистическа република Македония (СРМ). От 1988 до 1989 г. е представител на началника на отделението за оперативно-учебни дейности в Републиканския щаб за териториална отбрана на СРМ. Между 1990 и 1992 г. е командир на териториалната отбрана на гр. Скопие. В периода 1992 – 1994 г. е командир на трети армейски корпус в армията на Република Македония. От 1994 до 1996 г. е помощник-началник на Генералния щаб на армията на Република Македония по моралната, психологическа подготовка. В периода 1996 – 2000 г. е помощник-началник на Генералния щаб на армията на Република Македония по международното сътрудничество, културните дейности и традиции. Излиза в запаса през 2000 г. Членува в редица организации като „Сојузот на борците на Македонија (1941 – 1945) и граѓаните продолжувачи“, „Сдружението на ветерани и резервисти от отбраната и сигурността“ „Клубът на генерали на Р.Македония“. Заедно с проф. Мариян Димитриевски издава редица монографии на историческа тематика: „Пътеводител из историческите паметници и мемориали от Илинденския период (100 години Илинден, 1903 – 2003)“, „По стъпките на АСНОМ“ (музейни паметници, мемориали и места в които се е движел и престоявал инициативния комитет и Президиума на АСНОМ) – 60 години от Първото заседание на АСНОМ, 1944 – 2004, „Чуждестранни военни паметници в Р.Македония (2011)“, както и монографиите „Община Гьорче Петров, вчера, днес, утре“ и „Община Радовиш, вчера, днес, утре“.

## Военни звания
- Подпоручик (1963)
- Поручик (1966)
- Капитан (1969)
- Капитан I клас (1972)
- Майор (1976)
- Подполковник (1980)
- Полковник (1985)
- Генерал-майор (1993)

## Награди
- Медал за 20 години ЮНА;
- Медал за военни заслуги, 1966 година;
- Орден за военни заслуги със сребърни мечове, 1972 година;
- Медал за 30 години ЮНА;
- Медал за 30 години от победата над фашизма;
- Орден на Народната армия със сребърна звезда, 1978 година;
- Орден за военни заслуги със златни мечове, 1984 година;
- Медал за 40 години ЮНА;
- Медал на Националната гвардия на Вермонт (САЩ), 1988 година;
- Орден на Народната армия със златна звезда, 1990 година;
- Орден за военни заслуги със златна звезда, 1985 година;
- Медал за 50 години ЮНА;
- Плакет на Съюза на борците на Р.Македония.